# Gérard Pons
Gérard Pons est un graveur et un poète français né en 1928. 

## Biographie
De nombreuses expositions jalonnent son parcours depuis 1971 : en France mais aussi à l'étranger (Luxembourg, Bruxelles, Genève). En 1989, il a ouvert, au Castellet (Var) un atelier. 
En tant que poète et conteur, il est l'auteur d'une quarantaine de recueils parus chez divers éditeurs (Derache, Les Cahiers de Garlaban, Clapas, la Courtine, les éditions de l'Arbre) où le merveilleux se lie souvent à l'amour de la nature.

## Publications
- L'Horizon des jours, Les Cahiers de Garlaban, 1992.
- La Plume et le Burin (avec Jacques Lucchesi, Les Cahiers de Garlaban, 1993).
- Les Gravures du temps, Les Cahiers de Garlaban, 1988.
- Na Maste Népal (poèmes, éditions Clapas, 2002)
- Farandole provençale (éditions La Nerthe, 2004)
- La Surface du rêve (textes, éditions de la Courtine, 2005)
- Conte d'une nuit
- La Houle du cœur
- Femmes de l'ombre douce
- Grains de sable
- Rocade
- Au large du temps (poèmes et gravures, éditions André Colpin, 2011)
- Approches de la mer (poèmes illustrés, éditions Vaillant, 2013)
- Tout autour de nous (livre + CD, éditions Chemins de plume, 2014)
- Trace[2] (avec Jean-Pierre Baldini (en) et Hervé Hôte, sculptures, gravures et poèmes, 2015)